# Carlos Tünnermann Bernheim
Carlos Tünnermann Bernheim (Managua, 10 de mayo de 1933-Managua, 26 de marzo de 2024) fue un escritor, ensayista, abogado, político y diplomático nicaragüense.

## Biografía
Hijo del compositor Carlos Tünnermann López y de la educadora Lydia Bernheim. Su abuelo Wilhelm Tünnermann, llegó a Nicaragua desde Leipzig, Alemania, entre 1885 y 1890, donde fue uno de los fundadores de la Cámara de Comercio en 1892 y fundó una hacienda de café en Managua con Alberto Peter y otros en 1894. Su tío Guillermo Tünnermann López (nacido el 10 de septiembre de 1894) fue director del Banco Nacional de Nicaragua.
Asistió al Instituto Pedagógico La Salle de Managua y se graduó como doctor en Derecho en la Universidad Nacional de Nicaragua (actual Universidad Nacional Autónoma de Nicaragua, UNAN-León) en la ciudad de León en 1957 y fue colaborador del rector de dicha alma mater, Mariano Fiallos Gil, como Secretario general de la universidad, en cuya administración (1957-1964) el gobierno de Luis Somoza Debayle decretó la creación de la autonomía universitaria en 1958. En el juicio a los acusados de participar en el atentado contra el presidente Anastasio Somoza García, ocurrido en León el 21 de septiembre de 1956, Tünnermann defendió a su compañero de clases Tomás Borge.
Posteriormente Tünnermann se casó con su prima Rosa Carlota Pereira en 1959. Cuando Fiallos Gil murió en 1964, Tünnermann fue elegido como su sucesor, ocupando el cargo de rector de la UNAN hasta 1974; durante su rectorado en 1967 la UNAN descubrió las ruinas de León Viejo, el primer asiento de León, abandonado en 1610, junto al lago Xolotlán y frente al volcán Momotombo.
Realizó estudios de posgrado sobre el tema del plan de estudios en el Instituto Internacional de Planeamiento de la Educación de la UNESCO en París, Francia. Ingresó en la guerrilla del Frente Sandinista de Liberación Nacional, gracias a su antiguo alumno de Derecho, Sergio Ramírez, y formó con 11 intelectuales y empresarios el Grupo de los Doce, entre los que estaba Ramírez.
Desde el triunfo de la Revolución Sandinista del 19 de julio de 1979 hasta agosto de 1984, fue ministro de Educación, siendo nombrado por la Junta de Gobierno de Reconstrucción Nacional. Desde dicho cargo lideró la Cruzada Nacional de Alfabetización en 1980 junto con el padre Fernando Cardenal, su futuro sucesor en dicho cargo y hermano del poeta Ernesto Cardenal.
De agosto de 1984 a 1988 fue embajador en Estados Unidos. Después de que el gobierno del presidente de Nicaragua, Daniel Ortega, expulsó  en 1988 al embajador de Estados Unidos Richard Huntington Melton y otros siete diplomáticos estadounidenses, Tünnermann fue expulsado por el gobierno de Ronald Reagan.
En 1988, después de ser expulsado de Estados Unidos, fue elegido diputado del FSLN. Luego de la derrota del presidente Daniel Ortega en las elecciones de 1990, Tünnermann participó en la elaboración de la Ley N° 89, Ley de Autonomía de las instituciones de educación superior. Posteriormente renunció a su militancia. El 30 de agosto de 1995 ingresó como académico de número en la Academia Nicaragüense de la Lengua.
Tünnerman obtuvo dos veces la Beca Guggenheim en educación, en 1973 y 1989.
Murió en Managua el 26 de marzo de 2024, a los 90 años.

## Vida personal
Estuvo casado con su prima Rosa Carlota Pereira Bernheim. Sus hijos son: Carlos, Edmundo, Rosa Carlota, Alejandro, Ingrid, Carla y Patricia.

## Obras
- Pensamiento universitario centroamericano (1980)
- Ensayos sobre la universidad latinoamericana (1981)
- El pensamiento pedagógico del Libertador Simón Bolívar (1983)
- Ensayos sobre la Teoría de la universidad (1990)
- Situación y perspectivas de la educación superior en América Latina (1996)
- Educación superior en el umbral del siglo XXI (1996)
- León Viejo y otros escritos (1997)
- Estudios darianos (1997)